# Papyrodiscus ferrugineus
Papyrodiscus ferrugineus är en svampart som beskrevs av D.A. Reid 1979. Papyrodiscus ferrugineus ingår i släktet Papyrodiscus och familjen Corticiaceae.   Inga underarter finns listade i Catalogue of Life.